# Egyházkerületi felügyelő
Az egyházkerületi felügyelői tisztség viselője a magyarországi evangélikus egyházszervezetben az egyházkerület világi elnöke, a püspök elnöktársa. A 18. századig használatos elnevezése: patrónus.  A református egyházban megfelelője a kerületi főgondnok. Megválasztásában az adott egyházkerület minden gyülekezeti tagja részt vehet. Mandátuma hat évre szól.

## A tisztség története
Luther Márton tanításának fontos részét képezi az egyetemes papság elve, azaz minden keresztény ember papsága. Eszerint nem jelent külön lépcsőfokot a lelkészi tisztség, csak egy sajátos megbízást az evangélium hirdetésére. Viszont akik nem ezt a hivatást töltik be, hanem egyszerű keresztények, az egyház ügyeiért ők is felelősséget viselnek, ők is egyházi emberek. Ez a tétel már a reformáció kezdetekor nagyban ösztönözte a nemlelkész egyháztagok egyházi szerepvállalását.
Ehhez járult Magyarországon az a körülmény, hogy a 16.-17. században a bizonytalan közállapotok miatt vagy éppen a Habsburg államhatalom ellen a protestáns prédikátoroknak nagy szükségük volt a protestáns főurak támogatására, védelmére. Ezek a főurak váltak egy-egy gyülekezet, vagy nagyobb egyházszervezeti egység patrónusává, amiből hamarosan szabályos tisztség is kialakult. Ennek a megfelelője a mai felügyelői tisztség. A királyi Magyarország területén, majd a török kiűzése után az egész országban az államhatalom sokáig nem volt hajlandó a lelkészekkel vagy szuperintendensekkel tárgyalni a protestáns egyházak ügyeiről, vagy érdekképviseletük nem volt elég hatékony. Így a patrónusok egyházszervezeti, érdekképviseleti szerepe egészen a 19. századig nagyobb volt, mint a lelkészeké. Az egyházigazgatásban kialakult a jelenleg is létező paritásos elnöki rendszer. Eszerint az egyházszervezet mind a négy szintjén a lelkészi elnök mellett egy nemlelkészi elnök is áll. Az egyházközség élén így a lelkész mellett a gyülekezeti felügyelő, az egyházmegye élén az esperes mellett az egyházmegyei felügyelő, az egyházkerület élén a püspök mellett az egyházkerületi felügyelő, az országos egyház élén az elnök-püspök mellett pedig az országos felügyelő áll.
Az egyházkerületi felügyelői tisztségre a XX. század közepéig sokszor tekintélyes főurakat választottak, hogy társadalmi tekintélyükkel növelhessék az egyház érdekképviseleti lehetőségét. 1885 és 1918 között két evangélikus kerületi felügyelő (három püspökkel és az egyetemes felügyelővel együtt) hivatalból tagja volt az országgyűlés Főrendiházának, 1927 és 1945 között pedig csak egyikük volt hivatalból tagja a Felsőháznak. A kerületi felügyelők legerősebb politikai lemondatási-félreállítási hulláma 1947-48-ban majd 1952-ben zajlott be. E tisztségre először 2006-ban választották meg nőt – a Déli Egyházkerület gyülekezetei Radosné Lengyel Anna személyében.

## A magyarországi evangélikus egyházkerületek felügyelői

### A reformáció korától 1952-ig
| Radvánszky János        | 1735–1738 |
| Radvánszky György       | 1738–1760 |
| br. Podmaniczky János   | 1760–1778 |
| br. Hellenbach György   | 1778–1785 |
| Radvánszky János        | 1785–1808 |
| Kubinyi András          | 1808–1815 |
| Baloghy Lajos           | 1817–1819 |
| Radvánszky Antal        | 1819–1837 |
| br. Prónay Albert       | 1837–1860 |
| Dessewffy Ottó          | 1860–1867 |
| br. Podmaniczky Frigyes | 1867–1873 |
| br. Radvánszky Antal    | 1873–1879 |
| Fabiny Teofil           | 1880–1898 |
| Zsilinszky Mihály       | 1898–1911 |
| Zsigmondy Jenő          | 1912–1928 |
| Pesthy Pál              | 1928–1947 |
| Vladár Gábor            | 1947–1948 |
| Darvas József           | 1950–1952 |

| br. Calisius Keresztély | 1735-től              |
| br. Zay Péter           | legkésőbb 1758 utánig |
| Jeszenák Pál            | 1762-ig               |
| Jeszenák István         | 1782-ig               |
| Szilvay István          | 1783–1813             |
| id. br. Jeszenák János  | 1814–1823             |
| Kubinyi Gáspár          | 1824–1837             |
| gr. Zay Károly          | 1837–1840             |
| ifj. br. Jeszenák János | 1841–1849             |
| Szentiványi Márton      | 1860–1895             |
| Laszkáry Gyula          | 1895–1912             |
| Beniczky Árpád          | 1913–1918             |
| Kéler Zoltán            | 1918–1929             |
| Sztranyavszky Sándor    | 1930–1942             |
| Laszkáry Gyula          | 1942–1944             |
| Purgly Lajos            | 1944–1948             |
| Mády Zoltán             | 1948–1952             |

| Ostffy Mihály      | 1735–1753 |
| Vittnyédi János    | 1753–1780 |
| Matkovich Pál      | 1781–1823 |
| Káldy János        | 1824–1825 |
| Podmaniczky Károly | 1825–1833 |
| Matkovich István   | 1835–1847 |
| Vidos József       | 1848–1849 |
| Radó Lajos         | 1860–1866 |
| Radó Ignác         | 1866–1868 |
| Berzsenyi Miklós   | 1869–1873 |
| Prónay Dezső       | 1874–1883 |
| Káldy Gyula        | 1883–1888 |
| Radó Kálmán        | 1889–1899 |
| Ihász Lajos        | 1899–1908 |
| Véssey Sándor      | 1909–1912 |
| Berzsenyi Jenő     | 1912–1922 |
| Mesterházy Ernő    | 1923–1948 |
| Velsz Aladár       | 1949–1952 |

| Szirmay Tamás                    | 1735–1743 |
| Szirmay János                    | 1744–1758 |
| Gradeci Stansith Horváth Gergely | 1758–1766 |
| Dessewffy Tamás                  | 1766–1773 |
| Szirmay István                   | 1774–1791 |
| Radvánszky Ferenc                | 1793–1794 |
| Gradeci Stansith Horváth Imre    | 1795–1801 |
| Berzeviczy Gergely               | 1801–1822 |
| Sturman Márton                   | 1822–1839 |
| Draskóczy Sámuel                 | 1839–1847 |
| Fabriczy Sámuel                  | 1848      |
| Szontagh Lajos                   | 1848–1860 |
| Zsedényi Ede                     | 1860–1875 |
| Péchy Tamás                      | 1876–1897 |
| Szentiványi Árpád                | 1898–1918 |
| Meskó László                     | 1921–1922 |
| Zelenka Lajos                    | 1923–1935 |
| Lichtenstein László              | 1935–1947 |
| Margócsy Emil                    | 1947–1952 |

### 1952 és 2000 között
| Darvas József     | 1952–1972   |
| Szent-Iványi Ödön | 1973–1977   |
| Dr. Frenkl Róbert | 1987–1989   |
| Dr. Sólyom Jenő   | 1990–(2003) |

| Margócsy Emil     | 1952–1954 |
| Dr. Fekete Zoltán | 1954–1956 |
| Mády Zoltán       | 1957      |
| Dr. Fekete Zoltán | 1958–1973 |
| Dr. Mihály Dezső  | 1974–1983 |
| Farkasházi Ferenc | 1987–2000 |

### 2000-től napjainkig
| Dr. Sólyom Jenő      | (1990)–2003 |
| Szemerei Zoltán      | 2003–2006   |
| Radosné Lengyel Anna | 2006–2018   |
| Font Sándor          | 2018–2024   |
| Liska András         | 2024-       |

| Benczúr László | 2000–2012 |
| Fábri György   | 2012–     |

| Weltler János  | 2000–2006 |
| Szabó György   | 2006–2012 |
| Mészáros Tamás | 2012–     |